# ایرینا ورشچک
ایرینا آندرییونا ورشچک (اوکراینی: Ірина Андріївна Верещук؛ زادهٔ ۳۰ نوامبر ۱۹۷۹) فعال اجتماعی، سیاستمدار اوکراینی و معاون سابق اتحادیه مردمی اوکراین است.

## زندگی
ورشچوک در ۳۰ نوامبر ۱۹۷۹ در راوا-روسکا، نستروفسکی، استان لویو به دنیا آمد. از سال ۲۰۰۲ تا ۲۰۰۶، او در دانشکده حقوق دانشگاه لویو تحصیل کرد

## فعالیت
در ۴ نوامبر ۲۰۲۱، ورشچوک به عنوان معاون نخست‌وزیر اوکراین و وزیر ادغام مجدد سرزمین‌های موقتاً اشغال شده منصوب شد.